# 부도이
《부도이》(필리핀어: Budoy)는 2011년부터 2012년까지 방영된 필리핀의 드라마이다.